# Václav Popel z Lobkowicz
Václav Popel z Lobkowicz († 31. prosince 1574) byl příslušník bílinské větve šlechtického rodu Lobkoviců a zakladatel duchcovské pošlosti. Byl císařským radou. V roce 1562 se stal hejtmanem litoměřického kraje.

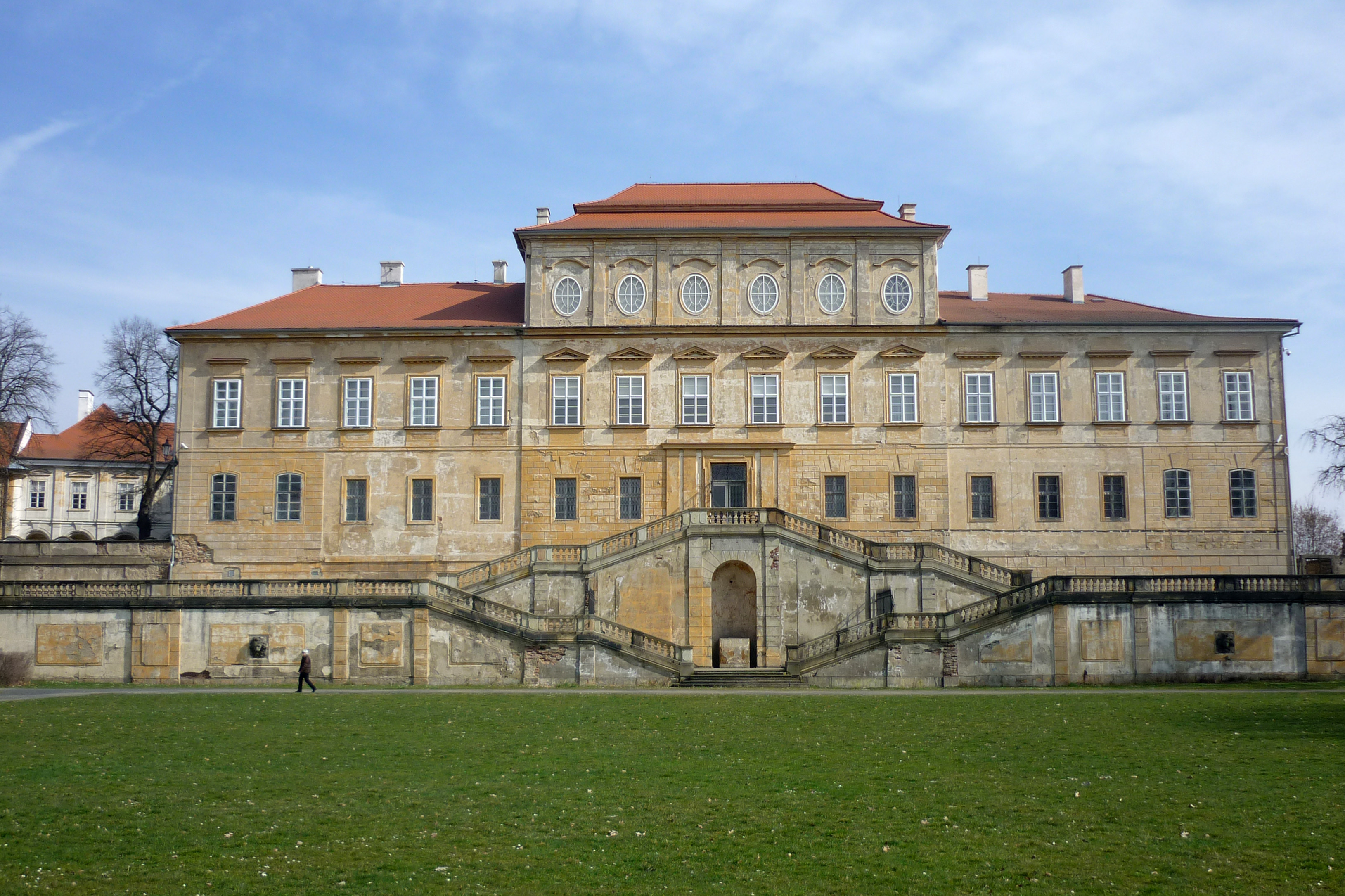
Zámek Duchcov dal jméno rodové pošlosti Lobkoviců

## Majetek
Vlastnil Duchcov, Střekov, Osek a Blatno.

## Rodina
Narodil se jako osmý syn a osmý z devíti potomků Děpolta Popela z Lobkowicz († 3. duben 1527 Bílina) a jeho druhé manželky Anny (Anežky) Mičanové z Klinštejna a Roztok († 1528). Jeho bratři založili peruckou, vlastní bílinskou a tachovskou pošlost.
Oženil se 9. února 1545 s Benignou (Bonuší, Bonou) z Weitmile, dcerou Šebestiána z Weitmile na Postoloprtech († 1549) a jeho manželky Anny Glatzové ze Starého Dvora. Narodilo se jim 12 potomků.
- 1. Kateřina (1553 – 2. 10. 1591, pohřbena v Bílině)
  - ∞ Jan mladší Popel z Lobkowicz (1545 – 24. 2. 1583, pohřben v Bílině)
- 2. Anna, jeptiška v Mostě
- 3. Barbora, jeptiška v Mostě
- 4. Jiří mladší (1. 3. 1556 – 11. 9. 1590, pohřben v katedrále sv. Víta v Praze), prezident apelačního soudu
- 5. Adam Havel (9. 10. 1557 – 16. 5. 1605 – sebevražda, pohřben v kostele Zvěstování Panny Marie v Duchcově)
  - ∞ (26. 2. 1588 Vídeň) Markéta z Mollartu (1560 – 1. 11. 1632 Vídeň)
    - 1. Jiří (1. 6. 1589 – 27. 6. 1589)
    - 2. Anna Eusebie (7. 2. 1591 – 24. 4. 1613)
      - ∞ (1612) Jiří Ludvík z Leuchtenbergu (1550 – 24. 4. 1613)

    - 3. Václav Vilém (20. 3. 1592 – 1621), císařský rada a komoří
      - 1. ∞ (6. 5. 1612) Anna Marie z Fürstenbergu (10. 4. 1587 – 1613)
      - 2. ∞ (9. 6. 1614 Praha) Ludmila ze Žerotína († 1615)
      - 3. ∞ (8. 2. 1616) Markéta Františka z Ditrichštejna (1597 – 3/4. 2. 1617)

    - 4. Benigna Kateřina (29. 3. 1594 Praha – 28. 12. 1653, pohřbena v pražské Loretě, kterou založila)
      - ∞ (28. 10. 1608) Vilém mladší Popel z Lobkowicz (asi 22. 7. 1575 – 1. 1. 1647)
- 6. Eva (14. 2. 1559 – 5. 7. 1586), klariska ve Vídni
- 7. Jan Václav (28. 2. 1561 – 16. 12. 1608; 23. 3. 1609 pohřben na Pražském hradě), hejtman Starého Města pražského
  - 1. ∞ (10. 2. 1586) Johana Dašická z Barchova (asi 1560–1592)
  - 2. ∞ (11. 6. 1600) Beatrix Zilvárová z Pilníkova (29. 1. 1555 – 20. 6. 1609)
    - 1. Marie Benigna († 1. 12. 1634, pochována v kostele Panny Marie Sněžné v Praze)
      - ∞ Bedřich z Talmberka († 13. 10. 1643, pochován v Pražské Loretě)

    - 2. Václav († 22. 12. 1608 cestou do Říma)
- 8. Voršila († 24. 5. 1600)
  - ∞ Václav Ples Heřmanský ze Sloupna († 1603)
- 9. Markéta († v 10 týdnech)
- 10. Matouš Děpolt (21. 9. 1564 – 11. 10. 1619 Praha, pohřben v katedrále sv. Víta v Praze), velkopřevor řádu maltézských rytířů
- 11. Prokop († 15letý), páže u dvora španělského krále
- 12. Šebestián († ve 4 týdnech)